# Six Jours de Moscou
Les Six Jours de Moscou sont une course cycliste de six jours disputée à Moscou, en Russie. Trois éditions ont lieu en 1991, 2002 et 2003.

## Palmarès
| Année     | Vainqueur                           | Deuxième                            | Troisième                    |
| --------- | ----------------------------------- | ----------------------------------- | ---------------------------- |
| 1991      | Marat Ganeïev Konstantin Khrabvzov  | Pierangelo Bincoletto Jens Veggerby | Danny Clark Anthony Doyle    |
| 1992-2001 | Non-disputée                        |                                     |                              |
| 2002      | Marty Nothstein Ryan Oelkers        | Franco Marvulli Alexander Aeschbach | Frank Corvers Lorenzo Lapage |
| 2003      | Franco Marvulli Alexander Aeschbach | Robert Slippens Danny Stam          | Marco Villa Alexey Shmidt    |